# 琥珀寶螺
琥珀寶螺（学名：Cypraea pellucens）为寶螺科寶螺屬下的一个种。